# Arrowverse
Arrowverse – amerykańska franczyza powiązanych seriali telewizyjnych opartych na bohaterach z komiksów wydawnictwa DC Comics oraz fikcyjne uniwersum współdzielone przez te seriale. Z uniwersum powiązane są również powieści, komiksy oraz seriale krótkometrażowe i animowane. W uniwersum stosowane są crossovery pomiędzy produkcjami.
W październiku 2012 stacja telewizyjna The CW wyemitowała pierwszy odcinek serialu Arrow, a następnie kolejne seriale osadzone w tym samym uniwersum: Flash (premiera w październiku 2014), animowany Vixen (sierpień 2015) oraz DC’s Legends of Tomorrow (styczeń 2016). Powstały również crossovery z serialami emitowanymi w innych stacjach: z Constantine (stacja NBC) oraz z Supergirl (pierwotnie stacja CBS, później The CW), którego wątek główny toczy się w odrębnym równoległym świecie. Wspólnie produkcje tworzą multiwersum, w którym możliwe jest m.in. przemieszczanie się między światami oraz podróże w czasie.
Za rozwój uniwersum odpowiedzialni są scenarzyści i producenci telewizyjni: Greg Berlanti, Marc Guggenheim, Andrew Kreisberg, Phil Klemmer oraz Geoff Johns – szef zespołu kreatywnego DC Comics.

## Nazwa
Po premierze serialu Flash, który powstał jako spin-off serialu Arrow, w mediach zaczęło funkcjonować wiele określeń na współdzielone uniwersum oraz produkcje, których akcja ma w nim miejsce: „„Arrow”-verse”, „Arrow/Flash-verse”, „Flarrowverse”. W sierpniu 2015 Marc Guggenheim poinformował, że akcja Vixen ma miejsce w „Arrowverse”, a w grudniu 2015 Andrew Kreisberg wyjawił, że producenci nazywają tak seriale Arrow, Flash i DC’s Legends of Tomorrow.

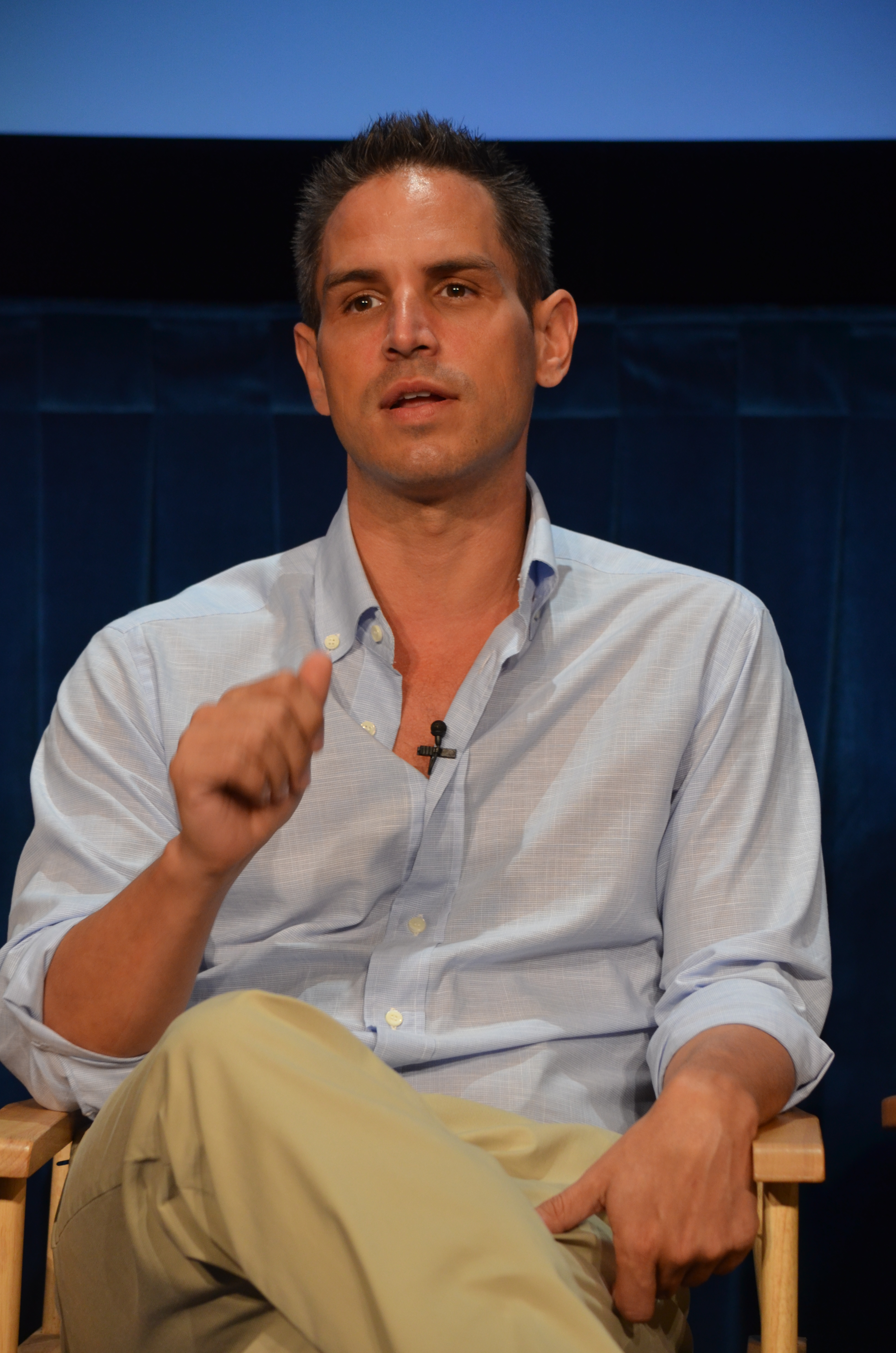
Greg Berlanti

Po crosoverze z Supergirl i przeniesieniu go ze stacji CBS do The CW w artykułach i wywiadach z twórcami zaczęto używać nazw „Arrowverse” i/lub „CW Arrowverse” w odniesieniu do mutliwersum i produkcji stworzonych przez The CW. Innymi nazwami nawiązującymi do miejsca emisji były: „The CW's Shared #DCTV Universe”, „CW DC universe”, „DC TV universe”.
Alternatywnie multiwersum nazywano „Berlantiverse” od nazwiska producenta Arrow, Flash i Supergirl Grega Berlantiego. Ten jednak odżegnuje się od takiej nazwy, chcąc podkreślić, że nie jest jedynym odpowiedzialnym za projekt.

## Rozwój
Warner Bros. jako właściciel DC Comics posiada, na wyłączność, prawa do jego dzieł. Kevin Tsujihara, niedługo po objęciu stanowiska prezesa Warner Bros. w styczniu 2013, zdecydował, że dostępny zasób bohaterów komiksowych nie będzie dłużej pod ścisłą kontrolą jedynie działu filmowego Warner Bros. Stworzono model współpracy pomiędzy kierownikami jednostek organizacyjnych, żeby koordynować strategie związane z własnością DC. Geoff Johns podkreśla, że DC, chcąc dać więcej swobody twórcom, przyjęło inne podejście od Filmowego Uniwersum Marvela do swoich produkcji, tworząc osobne uniwersum filmowe (DC Extended Universe) i telewizyjne.
W styczniu 2012 ogłoszono realizację serialu opartego na Green Arrow dla stacji The CW. Za scenariusz i produkcję odpowiedzialni byli Greg Berlanti, Marc Guggenheim i Andrew Kreisberg. 22 października 2012 miała miejsce premiera serialu Arrow. W rolę główną wcielił się Stephen Amell. W lipcu 2013 ogłoszono, że w serialu pojawi się postać Flasha, która następnie otrzyma swój dedykowany serial. Za scenariusz i produkcję odpowiedzialni byli Greg Berlanti, Andrew Kreisberg i Geoff Johns. Początkowo planowano, że jeden z odcinków Arrow będzie pilotem nowej produkcji. Zrezygnowano jednak z tego pomysłu. We wrześniu 2013 poinformowano, że tytułową postać zagra Grant Gustin. Flash zadebiutował 7 października 2014. W styczniu 2015 prezes The CW, Mark Pedowitz, poinformował, że stacja planuje co roku robić duży crossover pomiędzy serialami.
Od 24 października 2014 do 13 lutego 2015 stacja NBC emitowała serial Constantine oparty na komiksach Hellblazer. Matt Ryan występował jako John Constantine. Stephen Amell prowadził rozmowy z DC na temat pojawienia się granego przez niego bohatera w tym serialu: „Powodem, dla którego miałem gościnnie wystąpić w Constantine, przynajmniej pomysłem, który próbowałem zaszczepić, było to, że Constantine jest ekspertem jeśli chodzi o Jamę Łazarza, która odgrywa ważną rolę w Arrow. W maju 2015 stacja NBC zrezygnowała z drugiego sezonu, mimo to w sierpniu 2015 poinformowano, że Matt Ryan powróci do roli Johna Constantine'a w Arrow w odcinku pod tytułem Hounted. W styczniu 2017 The CW ogłosiło, że Matt Ryan udzieli głosu animowanej wersji postaci w serialu pod tym samym tytułem wyprodukowanym przez Grega Berlantiego.
W styczniu 2015 roku ogłoszono, że Marc Guggenheim wyprodukuje serial animowany Vixen osadzony w Arrowverse. Pierwszy odcinek został zaprezentowany 15 sierpnia 2015. Głównej bohaterce głosu użyczyła Megalyn Echikunwoke, zaś pojawiający się bohaterowie z Arrow i Flash mówią głosami aktorów z oryginalnych seriali. Vixen pojawiła się również w Arrow, także grana przez Megalyn Echikunwoke. Andrew Kreisberg ujawnił, że poszukując aktora do podłożenia głosu w animacji, rozważano również jego potencjał do pełnego sportretowania danej postaci.
We wrześniu 2014 Greg Berlanti oraz Ali Adler, Sarah Schechter i Geoff Jones zostali ogłoszeni jako twórcy nowego serialu, Supergirl, dla stacji CBS. Na odtwórczynię tytułowej roli została wybrana Melissa Benoist. Emisja pierwszej serii rozpoczęła się 26 października 2015. Berlanti wyraził zainteresowanie włączeniem serialu do już istniejącego uniwersum. Mark Pedowitz, wyjawił, że jest otwarty na crossover, ze względu na osobę producenta oraz fakt, że CBS jest współwłaścicielem The CW (razem z Warner Bros.). Nina Tassler z CBS oznajmiła jednak, że przez jakiś czas serial zostanie tylko w jej stacji. Ostatecznie w lutym 2016 ogłoszono, że Flash, dzięki możliwości poruszania się między wymiarami, pojawi się w świecie Supergirl, określonym jako „Earth-38” w multiwersum Arrowverse.  W maju 2016 ogłoszono, że począwszy od drugiego sezonu emisja serialu zostanie przeniesiona do The CW, a jego produkcja z Los Angeles do Vancouver, gdzie kręcono również pozostałe seriale z uniwersum.
W styczniu 2015 Greg Berlanti, Andrew Kreisberg i Marc Guggenheim ogłosili, że są prowadzone wstępne prace nad kolejnym spin-offem. W marcu 2015 potwierdzono serial DC’s Legends of Tomorrow, z postaciami pojawiającymi się dotychczas w Arrow i Flash, takimi jak: Atom (w tej roli Brandon Routh), Captain Cold (Wentworth Miller), Firestorm (Victor Garber), Heat Wave (Dominic Purcell), White Canary (Caity Lotz). Do serialu włączeni zostali także całkiem nowi bohaterowie: Rip Hunter (Arthur Darvill), Hawkgirl (Ciara Renée) oraz Jax Jackson (Franz Drameh). Serial miał premierę 21 stycznia 2016 roku.
Na przełomie listopada i grudnia 2016 miał miejsce crossover pomiędzy Flash, Arrow, DC’s Legends of Tomorrow i Supergirl, rozłożony na 3 odcinki trzech pierwszych seriali.
W sierpniu 2016 The CW ogłosiło prace nad nowym serialem animowanym Freedom Fighters: The Ray i, jak w przypadku Vixen, Mark Pedowitz potwierdził, że poszukiwani są aktorzy nie tylko ze względu na głos, ale także na możliwość zagrania żywej postaci.
W styczniu 2017 poinformowano, że Matt Ryan powróci do roli Johna Constantine'a w serialu animowanym Constantine: City of Demons. Scenarzystą został J.M. DeMatteis, który oparł fabułę na komiksie All His Engines. Pomimo pierwotnych planów serial nie jest kontynuacją serialu Constantine i według J.M. DeMatteisa został osadzony w tym samym uniwersum co film animowany Justice League Dark, zaś jego przynależność do Arrowverse może zostać ujawniona wraz z rozwojem.

## Seriale telewizyjne
| Serial                   | Sezon | Sezon | Odcinki | Premierowa emisja    | Premierowa emisja | Premierowa emisja | Premierowa emisja/dostęp VOD | Premierowa emisja/dostęp VOD | Premierowa emisja/dostęp VOD |
| Serial                   | Sezon | Sezon | Odcinki | Premiera sezonu      | Finał sezonu      | Stacja            | Premiera sezonu              | Finał sezonu                 | Dystrybucja                  |
| ------------------------ | ----- | ----- | ------- | -------------------- | ----------------- | ----------------- | ---------------------------- | ---------------------------- | ---------------------------- |
| Arrow                    |       | 1     | 23      | 10 października 2012 | 15 maja 2013      | The CW            | 15 października 2013         | 14 stycznia 2014             | Universal Channel            |
| Arrow                    |       | 2     | 23      | 9 października 2013  | 14 maja 2014      | The CW            | 18 lutego 2014               | 15 lipca 2014                | Universal Channel            |
| Arrow                    |       | 3     | 23      | 8 października 2014  | 13 maja 2015      | The CW            | 19 października 2014         | 14 czerwca 2015              | Universal Channel            |
| Arrow                    |       | 4     | 23      | 7 października 2015  | 25 maja 2016      | The CW            | 1 października 2016          | 1 października 2016          | Netflix Polska               |
| Arrow                    |       | 5     | 23      | 5 października 2016  | 24 maja 2017      | The CW            | 5 października 2018          | 5 października 2018          | Netflix Polska               |
| Arrow                    |       | 6     | 23      | 12 października 2017 | 17 maja 2018      | The CW            | 12 października 2019         | 12 października 2019         | Netflix Polska               |
| Arrow                    |       | 7     | 22      | 15 października 2018 | 13 maja 2019      | The CW            | 15 października 2020         | 15 października 2020         | Netflix Polska               |
| Arrow                    |       | 8     | 10      | 15 października 2019 | 28 stycznia 2020  | The CW            | 15 października 2021         | 15 października 2021         | Netflix Polska               |
|                          |       |       |         |                      |                   |                   |                              |                              |                              |
| Flash                    |       | 1     | 23      | 7 października 2014  | 19 maja 2015      | The CW            | 2 listopada 2015             | 2 grudnia 2015               | TV Puls                      |
| Flash                    |       | 2     | 23      | 6 października 2015  | 24 maja 2016      | The CW            | 18 kwietnia 2016             | 4 lipca 2016                 | AXN                          |
| Flash                    |       | 3     | 23      | 4 października 2016  | 23 maja 2017      | The CW            | 20 lutego 2017               | 14 sierpnia 2017             | AXN                          |
| Flash                    |       | 4     | 23      | 10 października 2017 | 22 maja 2018      | The CW            | 11 maja 2018                 | 13 października 2018         | AXN                          |
| Flash                    |       | 5     | 22      | 9 października 2018  | 14 maja 2019      | The CW            | 4 października 2019          | 4 listopada 2019             | AXN                          |
| Flash                    |       | 6     | 19      | 8 października 2019  | 12 maja 2020      | The CW            | 3 listopada 2020             | 30 listopada 2020            | AXN                          |
| Flash                    |       | 7     | 18      | 2 marca 2021         | 20 lipca 2021     | The CW            | 19 maja 2023                 | 1 czerwca 2023               | AXN Black                    |
| Flash                    |       | 8     | 20      | 16 listopada 2021    | 29 czerwca 2022   | The CW            | 1 czerwca 2023               | 15 czerwca 2023              | AXN Black                    |
| Flash                    |       | 9     | 13      | 8 lutego 2023        | 24 maja 2023      | The CW            | 1 września 2024              | 1 września 2024              | Netflix Polska               |
|                          |       |       |         |                      |                   |                   |                              |                              |                              |
| Supergirl                |       | 1     | 20      | 26 października 2015 | 18 kwietnia 2016  | CBS               | 12 czerwca 2017              | 12 czerwca 2017              | Netflix Polska               |
| Supergirl                |       | 2     | 22      | 10 października 2016 | 22 maja 2017      | The CW            | 12 czerwca 2017              | 12 czerwca 2017              | Netflix Polska               |
| Supergirl                |       | 3     | 23      | 9 października 2017  | 18 czerwca 2018   | The CW            | 23 października 2017         | 2 lipca 2018                 | Netflix Polska               |
| Supergirl                |       | 4     | 22      | 14 października 2018 | 19 maja 2019      | The CW            | 28 października 2018         | 2 czerwca 2019               | Netflix Polska               |
| Supergirl                |       | 5     | 19      | 6 października 2019  | 17 maja 2020      | The CW            | 20 października 2019         | 31 maja 2020                 | Netflix Polska               |
| Supergirl                |       | 6     | 20      | 30 marca 2021        | 9 listopada 2021  | The CW            | 13 kwietnia 2021             | 23 listopada 2021            | Netflix Polska               |
|                          |       |       |         |                      |                   |                   |                              |                              |                              |
| DC’s Legends of Tomorrow |       | 1     | 16      | 21 stycznia 2016     | 19 maja 2016      | The CW            | 19 lutego 2016               | 26 maja 2016                 | Player                       |
| DC’s Legends of Tomorrow |       | 2     | 17      | 13 października 2016 | 4 kwietnia 2017   | The CW            | 10 czerwca 2017              | 10 czerwca 2017              | Netflix Polska               |
| DC’s Legends of Tomorrow |       | 3     | 18      | 10 października 2017 | 9 kwietnia 2018   | The CW            | 10 października 2019         | 10 października 2019         | Netflix Polska               |
| DC’s Legends of Tomorrow |       | 4     | 16      | 22 października 2018 | 20 maja 2019      | The CW            | 22 października 2020         | 22 października 2020         | Netflix Polska               |
| DC’s Legends of Tomorrow |       | 5     | 15      | 14 stycznia 2020     | 2 czerwca 2020    | The CW            | 15 marca 2022                | 15 marca 2022                | Netflix Polska               |
| DC’s Legends of Tomorrow |       | 6     | 15      | 2 maja 2021          | 5 września 2021   | The CW            | 27 sierpnia 2023             | 27 sierpnia 2023             | Netflix Polska               |
| DC’s Legends of Tomorrow |       | 7     | 13      | 13 października 2021 | 2 marca 2022      | The CW            | 30 listopada 2023            | 30 listopada 2023            | Netflix Polska               |
|                          |       |       |         |                      |                   |                   |                              |                              |                              |
| Black Lightning          |       | 1     | 13      | 16 stycznia 2018     | 17 kwietnia 2018  | The CW            | 23 stycznia 2018             | 24 kwietnia 2018             | Netflix Polska               |
| Black Lightning          |       | 2     | 16      | 9 października 2018  | 18 marca 2019     | The CW            | 16 października 2018         | 25 marca 2019                | Netflix Polska               |
| Black Lightning          |       | 3     | 16      | 7 października 2019  | 9 marca 2020      | The CW            | 26 marca 2020                | 26 marca 2020                | Netflix Polska               |
| Black Lightning          |       | 4     | 13      | 8 lutego 2021        | 24 maja 2021      | The CW            | 29 czerwca 2021              | 29 czerwca 2021              | Netflix Polska               |
|                          |       |       |         |                      |                   |                   |                              |                              |                              |
| Batwoman                 |       | 1     | 20      | 6 października 2019  | 17 maja 2020      | The CW            | 15 października 2019         | 19 maja 2020                 | HBO GO                       |
| Batwoman                 |       | 2     | 18      | 17 stycznia 2021     | 27 czerwca 2021   | The CW            | 19 stycznia 2021             | 29 czerwca 2021              | HBO GO                       |
| Batwoman                 |       | 3     | 13      | 13 października 2021 | 2 marca 2022      | The CW            | 14 października 2021         | 5 marca 2022                 | HBO GO                       |

### Seriale spozaArrowverse
| Tytuł           | Sezon | Sezon | Odcinki | Premierowa emisja    | Premierowa emisja | Premierowa emisja | Premierowa emisja    | Premierowa emisja | Premierowa emisja |
| Tytuł           | Sezon | Sezon | Odcinki | Premiera sezonu      | Finał sezonu      | Dystrybucja       | Premiera sezonu      | Finał sezonu      | Dystrybucja       |
| --------------- | ----- | ----- | ------- | -------------------- | ----------------- | ----------------- | -------------------- | ----------------- | ----------------- |
| Constantine     |       | 1     | 13      | 24 października 2014 | 13 lutego 2015    | NBC               | nieemitowany         | nieemitowany      | –                 |
|                 |       |       |         |                      |                   |                   |                      |                   |                   |
| Stargirl        |       | 1     | 13      | 18 maja 2020         | 10 sierpnia 2020  | DC Universe       | 19 maja 2020         | 11 sierpnia 2020  | HBO GO            |
| Stargirl        |       | 2     | 13      | 10 sierpnia 2021     | 2 listopada 2021  | The CW            | 11 sierpnia 2021     | 3 listopada 2021  | HBO GO            |
| Stargirl        |       | 3     | 13      | 31 sierpnia 2022     | 7 grudnia 2022    | The CW            | 2 września 2022      | 9 grudnia 2022    | HBO Max           |
|                 |       |       |         |                      |                   |                   |                      |                   |                   |
| Superman i Lois |       | 1     | 15      | 23 lutego 2021       | 17 sierpnia 2021  | The CW            | 24 lutego 2021       | 18 sierpnia 2021  | HBO GO            |
| Superman i Lois |       | 2     | 15      | 11 stycznia 2022     | 28 czerwca 2022   | The CW            | 14 stycznia 2022     | 1 lipca 2022      | HBO GO/HBO Max    |
| Superman i Lois |       | 3     | 13      | 14 marca 2023        | 27 czerwca 2023   | The CW            | 11 lipca 2023        | 11 lipca 2023     | HBO Max           |
| Superman i Lois |       | 4     | 10      | 7 października 2024  | 2 grudnia 2024    | The CW            | 16 października 2024 | 11 grudnia 2024   | Max               |

### Oficjalne crossovery
| Sezon telewizyjny | Oryginalny tytuł crossoveru               | Serial/Odcinek                                                                                                   | Serial/Odcinek | Serial/Odcinek                                                                                                   | Serial/Odcinek | Serial/Odcinek                                                                                                |  |
| Sezon telewizyjny | Oryginalny tytuł crossoveru               | Arrow | Flash | Supergirl | DC’s Legends of Tomorrow                                                                                               | Batwoman |  |
| ----------------- | ----------------------------------------- | --- | --- | --- | --- | --- |  |
| 2014–15           | „Flash vs. Arrow”                         | Sezon 3, Odcinek 8 „Dzielni i odważni” (Część 2) („The Brave and the bold")                                      | Sezon 1, Odcinek 8 „Flash kontra Arrow" (Część 1) („Flash vs. Arrow")                                             | | | |  |
| 2015–16           | „Heroes Join Forces”                      | Sezon 4, Odcinek 8 „Legendy dnia wczorajszego” (Część 2) („Legends of Yesterday”)                                | Sezon 2, Odcinek 8 „Legendy dnia dzisiejszego” (Część 1) („Legends of Today”)                                     | | [ g ] | |  |
| 2015–16           | „Worlds Finest”                           | | [ h ] | Sezon 1, Odcinek 18 „Propozycja pomocy” („Worlds Finest”)                                                        | | |  |
| 2016–17           | „Invasion!”                               | Sezon 5, Odcinek 8 „Inwazja” (Część 2) („Invasion!”)                                                             | Sezon 3, Odcinek 8 „Inwazja!” (Część 1) („Invasion!”)                                                             | [ j ] | Sezon 2, Odcinek 7 „Inwazja!” (Część 3) („Invasion!”)                                                                  | |  |
| 2016–17           | „Duet”                                    | | Sezon 3, Episode 17 „Duet”                                                                                        | [ k ] | | |  |
| 2017–18           | „Crisis on Earth-X”                       | Sezon 6, Odcinek 8 „Kryzys na Ziemi-X: część 2” („Crisis on Earth-X, Part 2”)                                    | Sezon 4, Odcinek 8 „Kryzys na Ziemi-X: część 3” („Crisis on Earth-X, Part 3”)                                     | Sezon 3, Odcinek 8 „Kryzys na Ziemi-X: część 1” („Crisis on Earth-X, Part 1”)                                    | Sezon 3, Odcinek 8 „Kryzys na Ziemi-X: część 4” („Crisis on Earth-X, Part 4”)                                          | |  |
| 2018–19           | „Elseworlds”                              | Sezon 7, Odcinek 9 „Elseworlds: Druga godzina” („Elseworlds, Part 2”)                                            | Sezon 5, Odcinek 9 „Elseworlds: Pierwsza godzina” („Elseworlds, Part 1”)                                          | Sezon 4, Odcinek 9 „Elseworlds: Trzecia godzina” („Elseworlds, Part 3”)                                          | | [ l ] |  |
| 2019–20           | „Crisis on Infinite Earths”               | Sezon 8, Odcinek 8 "Kryzys na Nieskończonych Ziemiach: Czwarta godzina" („Crisis on Infinite Earths: Part Four”) | Sezon 6, Odcinek 9 "Kryzys na Nieskończonych Ziemiach: Trzecia godzina" („Crisis on Infinite Earths: Part Three”) | Sezon 5, Odcinek 9 "Kryzys na Nieskończonych Ziemiach: Pierwsza godzina" („Crisis on Infinite Earths: Part One”) | Sezon 5, Odcinek specjalny "Kryzys na Nieskończonych Ziemiach: Piąta godzina" („Crisis on Infinite Earths: Part Five”) | Sezon 1, Odcinek 9 "Kryzys na Nieskończonych Ziemiach: Druga godzina" („Crisis on Infinite Earths: Part Two”) |  |
| 2021–22           | „Armageddon”                              | | Sezon 8, Odcinki 1–5 "Armageddon: Część 1–5" („Armageddon: Part 1–5”)                                             | | | |  |
| 2022–23           | „It's My Party and I'll Die If I Want To” | [ n ] | Sezon 9, Odcinek 9 („It's My Party and I'll Die If I Want To”)                                                    | | | |  |

## Seriale animowane
| Tytuł                       | Sezon | Sezon | Odcinki | Emisja  | Premierowa emisja    | Premierowa emisja | Premierowa emisja | Premierowa emisja | Premierowa emisja |
| Tytuł                       | Sezon | Sezon | Odcinki | Emisja  | Premiera sezonu      | Finał sezonu      | Premiera sezonu   | Finał sezonu      |                   |
| --------------------------- | ----- | ----- | ------- | ------- | -------------------- | ----------------- | ----------------- | ----------------- | ----------------- |
| Vixen                       |       | 1     | 6       | CW Seed | 25 sierpnia 2015     | 29 września 2015  | nieemitowany      | nieemitowany      |                   |
| Vixen                       |       | 2     | 6       | CW Seed | 13 października 2016 | 18 listopada 2016 | nieemitowany      | nieemitowany      |                   |
| Freedom Fighters: The Ray   |       | 1     | 6       | CW Seed | 8 grudnia 2017       | 8 grudnia 2017    | nieemitowany      | nieemitowany      |                   |
| Freedom Fighters: The Ray   |       | 2     | 6       | CW Seed | 18 lipca 2018        | 18 lipca 2018     | nieemitowany      | nieemitowany      |                   |
| Constantine: City of Demons |       | 1     | 5       | CW Seed | 24 marca 2018        | 24 marca 2018     | nieemitowany      | nieemitowany      |                   |

## Seriale krótkometrażowe
| Tytuł                          | Sezon | Sezon | Odcinki | Emisja          | Premiera sezonu  | Finał sezonu     | Długość odcinka | Uwagi                           |
| ------------------------------ | ----- | ----- | ------- | --------------- | ---------------- | ---------------- | --------------- | ------------------------------- |
| Blood Rush                     |       | 1     | 6       | CW Seed, online | 6 listopada 2013 | 11 grudnia 2013  | ok. 1 min       | Materiał promocyjny firmy Bose. |
| The Flash: Chronicles of Cisco |       | 1     | 4       | AT&T            | 19 kwietnia 2016 | 19 kwietnia 2016 | ok. 2 min       | [ 113 ]                         |

## Komiksy
| Tytuł                   | Wydania | Data publikacji      | Data publikacji      | Scenariusz | Rysunki |
| Tytuł                   | Wydania | Pierwsza publikacja  | Ostatnia publikacja  | Scenariusz | Rysunki |
| ----------------------- | ------- | -------------------- | -------------------- | --- | --- |
| Arrow: Volume 1         | 7       | 10 października 2012 | 24 kwietnia 2013     | Andrew Kreisberg (#1–8), Marc Guggenheim (#1–12, 0) | Sergio Sandoval (#1–3, 5–6, 8, 10), Jorge Jimenez (#1–3), Mike Grell (#1–4, 6, 9–10), Eric Nguyen (#4, 9), Julian Totino Tedesco (#4), Xermanico (#5–7, 10–11), Omar Francia (#5, 8, 11), Pol C Gas (#6, 8), Victor Drujiniu (#6–8, 12), Le Beau Underwood (#7, 9), Allan Jefferson (#7, 9–12), Juan Castro (#7–8, 12), Victor Drujiniu (#8, 12), Pol C Gas (#8), Omar Francia (#8, 11), Jonas Trindade (#11–12) |
| Arrow: Volume 2         | 6       | 22 maja 2013         | 23 października 2013 | Andrew Kreisberg (#1–8), Marc Guggenheim (#1–12, 0) | Sergio Sandoval (#1–3, 5–6, 8, 10), Jorge Jimenez (#1–3), Mike Grell (#1–4, 6, 9–10), Eric Nguyen (#4, 9), Julian Totino Tedesco (#4), Xermanico (#5–7, 10–11), Omar Francia (#5, 8, 11), Pol C Gas (#6, 8), Victor Drujiniu (#6–8, 12), Le Beau Underwood (#7, 9), Allan Jefferson (#7, 9–12), Juan Castro (#7–8, 12), Victor Drujiniu (#8, 12), Pol C Gas (#8), Omar Francia (#8, 11), Jonas Trindade (#11–12) |
| Arrow: Season 2.5       | 12      | 8 października 2014  | 9 września 2015      | Marc Guggenheim (#1–12), Yuko Shimizu (#4), Keto Shimizu (#5) | Joe Bennett (#1–5, 7–12), Jack Jadson (#2), Craig Yeung (#3–5, 7–12), Szymon Kudranski (#4–7) |
| The Flash: Season Zero  | 12      | 1 października 2014  | 2 września 2015      | Andrew Kreisberg (#1–10), Katherine Walczak (#4), Brooke Eikmeier (#4), Lauren Certo (#7–9), Kai Wu (#7–9), Phil Hester (#10), Ben Sokolowski (#11), Sterling Gates (#12) | Eric Gapstur (#1–4, 6–11), Phil Hester (#1–4, 6–11), Marcus To (#5, 10), Ibrahim Mustafa (#12) |
| Arrow: The Dark Archer  | 12      | 13 stycznia 2016     | 15 czerwca 2016      | John Barrowman, Carol Barrowman, Marc Guggenheim, Andrew Kreisberg | Daniel Sampere |
| Adventures of Supergirl | 6       | 11 maja 2016         | 20 lipca 2016        | Sterling Gates | Bengal (#1), Pop Mhan (#2), Jonboy Meyers (#2), Ray McCarthy (#3), Emanuela Lupacchino (#3), Carmen Carnero (#4), Emma Vieceli (#5–6), Cat Staggs (#5) |

## Książki
| Tytuł                              | Wydawnictwo  | Data publikacji     | Autorzy                        | Uwagi |
| ---------------------------------- | ------------ | ------------------- | ------------------------------ | --- |
| Arrow: Vengeance                   | Titan Books  | 23 lutego 2016      | Oscar Balderrama, Lauren Certo | Akcja ma miejsce przed i w trakcie drugiego sezonu Arrow.                                                                        |
| Flash: The Haunting of Barry Allen | Titan Books  | 29 listopada 2016   | Susan Griffith, Clay Griffith  | Akcja ma miejsce w trakcie drugiego sezonu Flash oraz czwartego Arrow.                                                           |
| Arrow: A Generation of Vipers      | Titan Books  | 28 marca 2017       | Susan Griffith, Clay Griffith  | |
| The Flash: Hocus Pocus             | Abrams Books | 3 października 2017 | Barry Lyga                     | Akcja dzieje się w wymiarze, w którym wydarzenia z pierwszego odcinka trzeciego sezonu Flash (pt.:Flashpoint) nie miały miejsca. |
| Supergirl: Age of Atlantis         | Abrams Books | 7 listopada 2017    | Jo Whittemore                  | |